# 이인모
이인모는 대한민국의 교수, 토목공학자이다. 지반공학을 전공하였다. 한국터널공학회 회장, 국제터널협회 회장을 맡았다.

## 학력
- 1977 서울대 토목공학과 졸업
- 미국 오하이오 대학원 토목공학과 석사, 박사

## 경력
- 1986 ~ 1988: 한국과학기술원(KAIST) 토목공학과 조교수
- 1988 ~ 현재: 고려대학교 건축사회환경공학부 교수
- 2004 ~ 현재: 지하공간 건설기술 연구단 단장
- 2006 ~ 현재: 고려대학교 지하공간 기술 연구소 소장
- 2006 ~ 2008: 한국터널지하공간학회 회장
- 2010 ~ 2013: 국제터널 지하공간학회(ITA) 회장[1][2]

## 저서
- 토질역학의 원리
- 암반역학의 원리
- 터널의 지반공학적 원리
- 토질역학 특론
- 기초공학의 원리

## 참고 자료
- 서울대 토목동창회보 인터뷰[깨진 링크(과거 내용 찾기)]
- “고려대 건축사회환경공학부 이인모 교수”. 2017년 10월 30일에 원본 문서에서 보존된 문서. 2018년 3월 23일에 확인함.
- 이인모 (2014). 《토질역학의 원리》 2판. 씨아이알. ISBN 9791156100096.